# Paolo Cipollari
Paolo Cipollari (Velletri, 18 dicembre 1974) è un ex pallavolista italiano.

## Carriera
La carriera di Paolo Cipollari comincia nel 1990 nelle giovanili della Pallavolo Velletri, per poi passare l'anno seguente al Volley Gonzaga Milano, sempre nella squadra giovanile: nella stagione 1992-93 entra a far parte della prima squadra disputando il campionato di Serie A1; con il club di Milano rimane per un totale di tre stagioni, vincendo la Coppa del Mondo per club 1992 e la Coppa delle Coppe 1992-93.
Nella stagione 1994-95 viene ingaggiato dal Marconi Volley (pallavolo maschile) in Serie A2, mentre nella stagione successiva torna in massima divisione vestendo la maglia del Cuneo Volleyball Club con cui vince una Coppa Italia ed una Coppa CEV; sempre in serie cadetta trascorre poi due annate nella Villa d'Oro Pallavolo Modena, una, quella 1998-99, nel Latina Volley ed un'altra, quella 1999-00 nel Mezzolombardo Volley.
Nella stagione 2000-01 torna nuovamente nel club di Latina: ottenuta subito la promozione in Serie A1, con la squadra laziale (che nel 2005 cambia nome in Top Volley) disputa altri sei campionati in massima divisione. Al termine dell'annata 2006-07 decide di ritirarsi dall'attività agonistica.

## Palmarès

### Club
- Coppa Italia: 1

1995-96
- Coppa delle Coppe: 1

1992-93
- Coppa CEV: 1

1995-96
- Campionato mondiale per club: 1

1992